# Caméras Kinor
Les caméras Kinor sont des appareils produits durant l’existence de l’URSS, notamment au cours des années 1950, présentés dans les deux formats professionnels, la Kinor-35 et la Kinor-16 (modèle Météore, produit à partir de 1978), avec de nombreux emprunts aux caméras et optiques occidentaux.

## Description des caméras Kinor

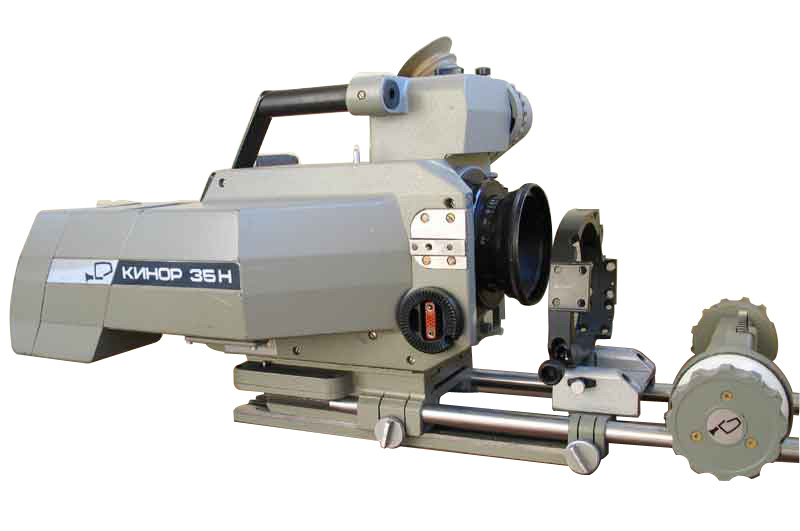
Kinor-35H des années 1990, sans son magasin de pellicule coplanaire.

Les caméras Kinor sont sur tous les modèles équipées de griffes et de contre-griffes. Le modèle le plus ancien, la Kinor-35, se voulait être la caméra Mitchell de l'URSS, et en reprenait les caractéristiques. Avec une différence remarquable : ce modèle fonctionnait aussi bien avec son moteur électrique qu'avec une manivelle (en cas de tournage en dehors de toute alimentation électrique). Ce modèle a été revu et perfectionné dans les années 1980, comme le montre la photo ci-contre.
Le modèle Kinor-16 Météore peut être comparé « à une Éclair (Coutant ou ACL), une  Arriflex 16 BL ou SR, une Aaton LTR ou une Cinema Products CP-16. C'est-à-dire des caméras auto-silencieuses pour faire du son synchrone. » Mono-objectif (zoom) ou tourelle à trois objectifs, elle a une bonne tenue en main. En plus des griffes et contre-griffes, elle a un couloir du film dont le presseur latéral est alternatif, offrant ainsi une image stable en tous sens, ce qui n'est pas le cas de toutes ses concurrentes étrangères. Sa visée reflex extrêmement lumineuse est appréciée par les professionnels,